# Ilex editicostata
Ilex editicostata är en järneksväxtart som beskrevs av Hu Hsien-Hsu och T. Tang. Ilex editicostata ingår i släktet järnekar, och familjen järneksväxter. Inga underarter finns listade i Catalogue of Life.